# Бумпе
Бумпе (англ. Bumpe) — город на юге Сьерра-Леоне, на территории Южной провинции. Входит в состав округа Бо.

## Географическое положение
Город находится в центральной части провинции, на правом берегу реки Табе, на расстоянии приблизительно 150 километров к юго-востоку от столицы страны Фритауна. Абсолютная высота — 40 метров над уровнем моря.

## Население
По данным переписи 1985 года численность населения города составляла 7 556 человек.
Динамика численности населения города по годам:
| 1963  | 1974  | 1985  | 2012   |
| ----- | ----- | ----- | ------ |
| 2 021 | 4 707 | 7 556 | 16 123 |

## Транспорт
Ближайший аэропорт расположен в городе Бо.